# Janusz Centka
Janusz Centka (ur. 20 kwietnia 1950 w Tonowie) – dwukrotny szybowcowy mistrz świata. Honorowy Obywatel Leszna.

## Życiorys
Naukę latania na szybowcach rozpoczął w 1960 w Gnieźnieńskiej Szkole Szybowcowej, będącej filią Aeroklubu Poznańskiego. Uczęszczał do I Liceum im. Bolesława Chrobrego w Gnieźnie, które ukończył w 1967.
Swój pierwszy sukces zanotował w 1972. Zwyciężył na szybowcowych Mistrzostwach Polski Juniorów. Rok później ukończył studia na Wydziale Elektrycznym Politechniki Poznańskiej. W 1975 pobił swoje pierwsze rekordy kraju na trasie 750 km (rekord odległości i szybkości przelotu). W tym samym roku otrzymał najwyższe polskie wyróżnienie szybowcowe, medal Tańskiego. W roku 1976 został Mistrzem Polski Seniorów. Podczas Mistrzostw Świata w 1985, które odbywały się we Włoszech szybowiec Janusza Centki rozbił się o zbocze. Skrzydła odpadły jeszcze w powietrzu, kadłub po zderzeniu z ziemią przełamał się. Pilot cudem wyszedł bez szwanku z wypadku. Dwa lata później Centka prowadził samolot linii LOT z Wrocławia do Warszawy. Do kabiny pilotów wdarł się porywacz terroryzujący stewardesę żyletką. Groził, że jeśli samolot nie zmieni kursu na Berlin, zabije kobietę. W tamtych czasach stałymi pasażerami LOT-u byli milicjanci. Akurat jeden z funkcjonariuszy na chwilę przed porywaczem przyszedł do kapitana Centki na pogawędkę. Przystawił terroryście pistolet do głowy, rozbroił i do porwania nie doszło.
W 1988 Janusz Centka zdobył brązowy medal na Mistrzostwach Europy w Finlandii w klasie 15 m. W 1991 Mistrzostwa Świata odbyły się w Uvalde w USA. Janusz Centka, nie przygotowywał się spokojnie do zawodów, lecz organizował wyjazd polskiej ekipy – zbierał fundusze, szukał sponsorów, dbał o noclegi. Dopiero tydzień przed startem otrzymał szybowiec, na którym później wystartował. Centka w dwunastu konkurencjach zgromadził 11 111 punktów, o 10 więcej od wicemistrza. W praktyce oznaczało to szybszy przelot wszystkich tras zaledwie o minutę. Dwa lata później w Borlange obronił tytuł. W 1995 Centka pokazał, że nie ma sobie równych w kraju i zdobył tytuł Mistrza Polski w klasie otwartej. Rok później w tej samej klasie zdobył tytuł najlepszego w Europie. W 1998 zdobył brązowy medal Mistrzostw Europy, które odbywały się w Lesznie. W 2003 na odbywających się również w Lesznie Szybowcowych Mistrzostwach Świata zdobywa srebrny medal pilotując rekordowy pod względem rozpiętości skrzydeł i doskonałości szybowiec Eta. W 2007 ponownie zostaje mistrzem Europy w klasie 15-metrowej startując na nowym polskim szybowcu Diana 2.
Przyznanie mu przez FAI najwyższego odznaczenia szybowcowego na świecie Medalu Lilienthala (2004), potwierdza, że należy do grona najlepszych pilotów szybowcowych świata. W 2008 roku zdobywa kolejny medal na Mistrzostwach Świata pod Berlinem, tym razem wywalczył srebro w klasie 15-metrowej na szybowcu Diana 2. W sierpniu 2009 roku na Szybowcowych Mistrzostwach Europy na Litwie Janusz Centka zdobył złoty medal w klasie szybowców dwumiejscowych.
Za wybitne osiągnięcia w sporcie szybowcowym w 1994 odznaczony został Krzyżem Kawalerskim Orderu Odrodzenia Polski.